# Copa do Nordeste 2021
Die Copa do Nordeste 2021 war die 18. Austragung der Copa do Nordeste, eines regionalen Fußballpokalwettbewerbs in Brasilien, der vom nationalen Fußballverband CBF in Zusammenarbeit mit den Verbänden der teilnehmenden Bundesstaaten organisiert wurde. Es startete am 16. Dezember 2020 mit der Qualifikationsrunde und endete mit dem Finalrückspiel am 8. Mai 2021. Der Turniersieger sicherte sich einen Startplatz in der dritten Runde des Copa do Brasil 2022.

## Modus
Das Turnier begann mit einer Qualifikationsrunde für acht Klubs. Diese spielten in ausgelosten Begegnungen mit Hin- und Rückspiel die vier Klubs aus, welche in die Gruppenphase einziehen sollten. In der Gruppenphasen trafen die 16 Teilnehmer, anstatt in vier Gruppen zu je vier Klubs, in zwei Gruppen je acht Klubs aufeinander. In der Gruppe traten die Mannschaften einmal gegen jeden Klub aus der anderen Gruppe an. Die vier zogen in die zweite Runde ein. Diese wurde im Pokalmodus ab einem Viertelfinale ausgespielt. Viertel- und Halbfinale wurden in nur einem Spiel entschieden, das Finale mit Hin- und Rückspiel. Im Viertelfinale trafen erstmals die Klubs aus der jeweiligen Gruppe aufeinander. Der jeweilige Gruppenerste auf den Vierten und der Gruppenzweite auf den Dritten.
Die Aufteilung der Klubs für die Qualifizierungsrunde und Gruppenphase wurde wie folgt festgelegt:
- Gruppenphase: 12 Klubs
  - die neun Staatsmeister der einzelnen Bundesstaaten
  - die Bundesstaaten Bahia, Ceará und Pernambuco erhielten einen zweiten Startplatz in der Gruppenphase. Als Teilnehmer qualifizierte sich der beste aus der CBF-Rangliste aus 2019.[3] War dieses der Staatsmeister, so ging der Platz an den zweitbesten Klub in der Rangliste.
- Qualifikationsphase: 8 Klubs
  - jeweils ein Klub Bahia und Pernambuco, welche sich als zweitbester des Bundesstaates gemäß der CBF-Rangliste ergaben.
  - sechs Klubs aus Alagoas, Maranhão, Paraíba, Piauí, Rio Grande do Norte und Sergipe, welche in ihrem Bundesstaat die beste Platzierung im CBF Ranking 2019 hatten. Sollte dieses der aktuelle Staatsmeister sein, ging der Startplatz an den nächsten Klub in der Rangliste.

## Teilnehmer
Das Teilnehmerfeld bestand aus 20 Klubs. Diese kamen aus den Bundesstaaten Alagoas, Bahia, Ceará, Maranhão, Paraíba, Pernambuco, Piauí, Rio Grande do Norte und Sergipe.
Die Teilnehmer waren:
| Bundesstaat         | Klub                    | Qualifizierung     | Einstieg             |
| ------------------- | ----------------------- | ------------------ | -------------------- |
| Alagoas             | CS Alagoano             | CBF-Rangliste      | Qualifizierungsrunde |
| Alagoas             | Clube de Regatas Brasil | Staatsmeister 2020 | Gruppenphase         |
| Bahia               | Alagoinhas AC           | CBF-Rangliste      | Qualifizierungsrunde |
| Bahia               | EC Bahia                | Staatsmeister 2020 | Gruppenphase         |
| Bahia               | EC Vitória              | CBF-Rangliste      | Gruppenphase         |
| Ceará               | Ceará SC                | CBF-Rangliste      | Gruppenphase         |
| Ceará               | Fortaleza EC            | Staatsmeister 2020 | Gruppenphase         |
| Maranhão            | Moto Club de São Luís   | CBF-Rangliste      | Qualifizierungsrunde |
| Maranhão            | Sampaio Corrêa FC       | Staatsmeister 2020 | Gruppenphase         |
| Paraíba             | Botafogo FC (PB)        | CBF-Rangliste      | Gruppenphase         |
| Paraíba             | FC Treze                | Staatsmeister 2020 | Qualifizierungsrunde |
| Pernambuco          | Salgueiro AC            | Staatsmeister 2020 | Gruppenphase         |
| Pernambuco          | Santa Cruz FC           | CBF-Rangliste      | Qualifizierungsrunde |
| Pernambuco          | Sport Recife            | CBF-Rangliste      | Gruppenphase         |
| Piauí               | AA Altos                | CBF-Rangliste      | Qualifizierungsrunde |
| Piauí               | 4 de Julho EC           | Staatsmeister 2020 | Gruppenphase         |
| Rio Grande do Norte | ABC Natal               | Staatsmeister 2020 | Gruppenphase         |
| Rio Grande do Norte | Globo FC                | CBF-Rangliste      | Qualifizierungsrunde |
| Sergipe             | AD Confiança            | Staatsmeister 2020 | Gruppenphase         |
| Sergipe             | AO Itabaiana            | CBF-Rangliste      | Qualifizierungsrunde |

## Qualifizierungsrunde
Für die Zuordnung der Teilnehmer zu den Gruppen wurden zwei Lostöpfe gebildet. Die Teilnehmer wurden in der Reihenfolge ihres Rankings beim CBF zugeordnet. Die Auslosung der Paarungen fand am 4. November statt. Die Spiele begannen am 16. Dezember 2020 und endeten am 2. Februar 2021.
| Topf A                | Topf B                     |
| --------------------- | -------------------------- |
| CS Alagoano (30)      | AA Altos (71)              |
| Santa Cruz FC (34)    | AO Itabaiana (72)          |
| Botafogo FC (PB) (47) | Moto Club de São Luís (65) |
| Globo FC (59)         | Alagoinhas AC (–)          |

| Datum         |                       | Gesamt |                  | Hinspiel  | Rückspiel |
| ------------- | --------------------- | ------ | ---------------- | --------- | --------- |
| 16.12./22.12. | Alagoinhas AC         | 1:4    | Botafogo FC (PB) | 1:1 (0:0) | 0:3 (0:2) |
| 23.12./30.12. | AA Altos              | 2:1    | Globo FC         | 2:0 (1:0) | 0:1 (0:1) |
| 05.01./26.01. | Moto Club de São Luís | 0:2    | CS Alagoano      | 0:0       | 0:2 (0:1) |
| 26.01./02.02. | AO Itabaiana          | 2:4    | Santa Cruz FC    | 2:2 (0:1) | 0:2 (0:1) |

## Gruppenphase
Für die Zuordnung der Teilnehmer zu den Gruppen wurden vier Lostöpfe gebildet. Die Teilnehmer wurden in der Reihenfolge ihres Rankings beim CBF zugeordnet. Die Auslosung der Gruppenzuordnung fand am 4. Februar 2021 statt. Die Partien wurden vom 21. Januar bis 22. Juli 2020 ausgetragen.
| Topf A            | Topf B                       | Topf C                 | Topf D              |
| ----------------- | ---------------------------- | ---------------------- | ------------------- |
| EC Bahia (10)     | Fortaleza EC (23)            | Sampaio Corrêa FC (35) | Salgueiro AC (57)   |
| Sport Recife (16) | CS Alagoano (30)             | ABC Natal (45)         | AA Altos (71)       |
| EC Vitória (17)   | Clube de Regatas Brasil (32) | Botafogo FC (PB) (47)  | FC Treze (73)       |
| Ceará SC (19)     | Santa Cruz FC (34)           | AD Confiança (52)      | 4 de Julho EC (176) |

### Gruppe A
| Pl. | Verein                  | Sp. | S | U | N | Tore    | Diff. | Punkte |
| --- | ----------------------- | --- | - | - | - | ------- | ----- | ------ |
| 1.  | Ceará SC                | 9   | 4 | 5 | 0 | 014:300 | +11   | 17     |
| 2.  | EC Bahia                | 8   | 4 | 1 | 3 | 016:900 | +7    | 13     |
| 3.  | Clube de Regatas Brasil | 8   | 3 | 4 | 1 | 010:600 | +4    | 13     |
| 4.  | Sampaio Corrêa FC       | 8   | 2 | 5 | 1 | 008:800 | ±0    | 11     |
| 5.  | FC Treze                | 8   | 2 | 3 | 3 | 007:100 | −3    | 09     |
| 6.  | AD Confiança            | 8   | 1 | 5 | 2 | 005:600 | −1    | 08     |
| 7.  | 4 de Julho EC           | 8   | 1 | 5 | 2 | 008:100 | −2    | 08     |
| 8.  | Santa Cruz FC           | 8   | 1 | 0 | 7 | 003:110 | −8    | 03     |

### Gruppe B
| Pl. | Verein           | Sp. | S | U | N | Tore    | Diff. | Punkte |
| --- | ---------------- | --- | - | - | - | ------- | ----- | ------ |
| 1.  | Fortaleza EC     | 8   | 5 | 2 | 1 | 009:400 | +5    | 17     |
| 2.  | EC Vitória       | 8   | 3 | 4 | 1 | 010:700 | +3    | 13     |
| 3.  | AA Altos         | 8   | 3 | 2 | 3 | 007:900 | −2    | 11     |
| 4.  | CS Alagoano      | 8   | 2 | 5 | 1 | 010:900 | +1    | 11     |
| 5.  | ABC Natal        | 8   | 2 | 4 | 2 | 009:900 | ±0    | 10     |
| 6.  | Salgueiro AC     | 8   | 2 | 2 | 4 | 008:110 | −3    | 08     |
| 7.  | Botafogo FC (PB) | 8   | 1 | 5 | 2 | 005:600 | −1    | 08     |
| 8.  | Sport Recife     | 8   | 1 | 3 | 4 | 006:160 | −10   | 06     |

### Gruppenspiele
| 27. Februar |           |                |                |
| Vitória     | 2:0 (0:0) | Santa Cruz     | Barradão       |
| Botafogo    | 0:0       | 4 de Julho     | Almeidão       |
| Altos       | 2:1 (2:1) | Confiança      | Lindolfinho    |
| 28. Februar |           |                |                |
| CSA         | 1:1 (0:0) | Treze          | Trapichão      |
| Salgueiro   | 2:3 (0:1) | Bahia          | Salgueirão     |
| Sport       | 1:1 (0:0) | Sampaio Corrêa | Ilha do Retiro |
| 1. März     |           |                |                |
| ABC         | 1:1 (1:1) | Ceará          | Frasqueirão    |
| 3. März     |           |                |                |
| Fortaleza   | 1:0 (1:0) | CRB            | Castelão (CE)  |

| 6. März        |           |           |                 |
| Ceará          | 3:1 (0:0) | Vitória   | Castelão (CE)   |
| CRB            | 2:0 (1:0) | Sport     | Trapichão       |
| Bahia          | 1:1 (0:1) | Botafogo  | Arena das Dunas |
| Treze          | 1:0 (1:0) | Altos     | Albertão        |
| Sampaio Corrêa | 0:2 (0:0) | Fortaleza | Castelão (MA)   |
| 7. März        |           |           |                 |
| 4 de Julho     | 1:0 (0:0) | Salgueiro | Albertão        |
| Santa Cruz     | 0:1 (0:0) | ABC       | Arrudão         |
| CSA            | 2:2 (0:1) | ABC       | Batistão        |

| 11. März  |           |                |                |
| Salgueiro | 1:0 (1:0) | Santa Cruz     | Salgueirão     |
| 13. März  |           |                |                |
| Vitória   | 1:0 (0:0) | Bahia          | Barradão       |
| Altos     | 0:0       | Ceará          | Albertão       |
| Fortaleza | 1:1 (0:1) | Treze          | Castelão (CE)  |
| ABC       | 1:1 (1:0) | Confiança      | Frasqueirão    |
| Botafogo  | 1:1 (1:1) | Sampaio Corrêa | Almeidão       |
| 14. März  |           |                |                |
| CSA       | 1:1 (1:0) | CRB            | Trapichão      |
| 17. März  |           |                |                |
| Sport     | 1:1 (1:1) | 4 de Julho     | Ilha do Retiro |

| 20. März       |           |           |               |
| 4 de Julho     | 0:2 (0:0) | Altos     | Albertão      |
| Bahia          | 4:0 (2:0) | Sport     | Pituaçu       |
| Ceará          | 0:0       | Fortaleza | Castelão (CE) |
| Santa Cruz     | 1:2 (0:1) | CSA       | Arrudão       |
| Confiança      | 0:0       | Salgueiro | Barretão      |
| Sampaio Corrêa | 1:1 (1:1) | Vitória   | Castelão (MA) |
| 21. März       |           |           |               |
| Treze          | 0:2 (0:1) | ABC       | O Amigão      |
| CRB            | 2:1 (1:1) | Botafogo  | Trapichão     |

| 23. März  |           |                |                |
| Altos     | 0:1 (0:1) | Sampaio Corrêa | Lindolfinho    |
| 23. März  |           |                |                |
| Sport     | 0:1 (0:1) | Confiança      | Ilha do Retiro |
| Fortaleza | 0:1 (0:0) | Santa Cruz     | Castelão (CE)  |
| CSA       | 2:0 (2:0) | Bahia          | Trapichão      |
| 24. März  |           |                |                |
| Vitória   | 1:1 (0:0) | CRB            | Barradão       |
| Salgueiro | 1:0 (1:0) | Treze          | Salgueirão     |
| 25. März  |           |                |                |
| Botafogo  | 1:1 (1:0) | Ceará          | Almeidão       |
| 7. April  |           |                |                |
| ABC       | 2:2 (2:0) | 4 de Julho     | Frasqueirão    |

| 27. März       |           |           |               |
| 4 de Julho     | 1:2 (0:2) | Fortaleza | Albertão      |
| Confiança      | 0:0       | Vitória   | Batistão      |
| 28. März       |           |           |               |
| Bahia          | 5:0 (4:0) | Altos     | Pituaçu       |
| 29. März       |           |           |               |
| Sampaio Corrêa | 3:2 (1:0) | Salgueiro | Castelão (MA) |
| 30. März       |           |           |               |
| CRB            | 2:0 (1:0) | ABC       | Trapichão     |
| 31. März       |           |           |               |
| Ceará          | 2:0 (1:0) | CSA       | Castelão (CE) |
| Santa Cruz     | 1:2 (0:1) | Sport     | Arrudão       |
| 1. April       |           |           |               |
| Treze          | 1:0 (0:0) | Botafogo  | Serejão       |

| 3. April  |           |                |                |
| Fortaleza | 2:1 (1:1) | Bahia          | Castelão (CE)  |
| Sport     | 0:4 (0:2) | Ceará          | Ilha do Retiro |
| ABC       | 1:1 (0:0) | Sampaio Corrêa | Frasqueirão    |
| CSA       | 2:2 (1:1) | 4 de Julho     | Trapichão      |
| 4. April  |           |                |                |
| Altos     | 2:0 (1:0) | Santa Cruz     | Albertão       |
| Salgueiro | 1:1 (0:0) | CRB            | Salgueirão     |
| Vitória   | 3:1 (1:0) | Treze          | Barradão       |
| 5. April  |           |                |                |
| Botafogo  | 0:0       | Confiança      | Almeidão       |

| 10. April      |           |           |               |
| 4 de Julho     | 1:1 (1:0) | Vitória   | Lindolfinho   |
| Bahia          | 2:1 (0:1) | ABC       | Pituaçu       |
| Ceará          | 3:0 (1:0) | Salgueiro | Castelão (CE) |
| Santa Cruz     | 0:1 (0:0) | Botafogo  | Arrudão       |
| Confiança      | 0:1 (0:1) | Fortaleza | Batistão      |
| Treze          | 2:2 (1:2) | Sport     | O Amigão      |
| Sampaio Corrêa | 0:0       | CSA       | Castelão (MA) |
| CRB            | 1:1 (0:0) | Altos     | Trapichão     |

## Finalrunde

### Turnierplan
|  | Viertelfinale | Viertelfinale  | Viertelfinale |         |           | Halbfinale | Halbfinale | Halbfinale |  |  | Finale | Finale | Finale |
|  |               |                |               |         |           |            |            |            |  |  |        |        |        |
|  | B1            | Fortaleza      | 2             |         |           |            |            |            |  |  |        |        |        |
|  | B4            | CSA            | 1             |         |           |            |            |            |  |  |        |        |        |
|  | B4            | CSA            | 1             |         | Fortaleza | 0 (2)      |            |            |  |  |        |        |        |
|  |               |                |               |         | Fortaleza | 0 (2)      |            |            |  |  |        |        |        |
|  |               |                | Bahia         | 0 (4)   |           |            |            |            |  |  |        |        |        |
|  | A2            | Bahia          | Bahia         | 0 (4)   | 4         |            |            |            |  |  |        |        |        |
|  | A2            | Bahia          |               |         |           |            |            |            |  |  |        |        |        |
|  | A3            | CRB            | 0             |         |           |            |            |            |  |  |        |        |        |
|  | A3            | CRB            | 0             |         | Bahia     | 0 2 (4)    |            |            |  |  |        |        |        |
|  |               |                |               |         | Bahia     | 0 2 (4)    |            |            |  |  |        |        |        |
|  |               |                | Ceará         | 1 1 (2) |           |            |            |            |  |  |        |        |        |
|  | A1            | Ceará          | Ceará         | 1 1 (2) | 3         |            |            |            |  |  |        |        |        |
|  | A1            | Ceará          |               |         |           |            |            |            |  |  |        |        |        |
|  | A4            | Sampaio Corrêa | 0             |         |           |            |            |            |  |  |        |        |        |
|  | A4            | Sampaio Corrêa | 0             |         | Ceará     | 2          |            |            |  |  |        |        |        |
|  |               |                |               |         | Ceará     | 2          |            |            |  |  |        |        |        |
|  |               |                | Vitória       | 0       |           |            |            |            |  |  |        |        |        |
|  | B2            | Vitória        | Vitória       | 0       | 2         |            |            |            |  |  |        |        |        |
|  | B2            | Vitória        |               |         |           |            |            |            |  |  |        |        |        |
|  | B3            | Altos          | 1             |         |           |            |            |            |  |  |        |        |        |

### Viertelfinale
| Datum     |              | Ergebnis  |                         | Stadion       |
| --------- | ------------ | --------- | ----------------------- | ------------- |
| 17. April | Fortaleza EC | 2:1 (1:1) | CS Alagoano             | Castelão (CE) |
| 17. April | EC Bahia     | 4:0 (2:0) | Clube de Regatas Brasil | Pituaçu       |
| 17. April | EC Vitória   | 2:1 (1:1) | AA Altos                | Barradão      |
| 18. April | Ceará SC     | 3:0 (0:0) | Sampaio Corrêa FC       | Castelão (CE) |

### Halbfinale
| Datum     |              | Ergebnis        |            | Stadion       |
| --------- | ------------ | --------------- | ---------- | ------------- |
| 24. April | Ceará SC     | 2:0 (2:0)       | EC Vitória | Castelão (CE) |
| 24. April | Fortaleza EC | 0:0 (2:4 i. E.) | EC Bahia   | Castelão (CE) |

### Finale

#### Hinspiel
| EC Bahia                                             | EC Bahia | Ceará SC | Ceará SC |
| ---------------------------------------------------- | --- | --- | -------- |
| EC Bahia                                             | \| 1. Mai 2021 in Salvador (Pituaçu) \| \| Ergebnis: 0:1 (0:0) \| \| Zuschauer: ausgeschlossen \| \| Schiedsrichter: Antônio Dib Moraes de Sousa ( Piauí) \| \| Spielbericht \| | \| 1. Mai 2021 in Salvador (Pituaçu) \| \| Ergebnis: 0:1 (0:0) \| \| Zuschauer: ausgeschlossen \| \| Schiedsrichter: Antônio Dib Moraes de Sousa ( Piauí) \| \| Spielbericht \| | Ceará SC |
| EC Bahia                                             | Matheus Teixeira – Nino Paraíba, Germán Conti, Luiz Otávio, Matheus Bahia – Patrick de Lucca, Thaciano 70., Daniel 21., Rodriguinho Marinho 78. – Rossi 70., Gilberto 78. Reserve Dênis Júnior, Leandro Matheus, Renan Guedes, Lucas Fonseca, Juninho 21., Juninho Capixaba, Matheus Galdezani 70., Jonas, Lucas Araújo, Thonny Anderson 78., Óscar Ruiz 70., Alesson 78. Cheftrainer: Dado Cavalcanti | Richard – Buiú, Messias, Luiz Otávio, Bruno Pacheco – Willian Oliveira, Charles Matos, Vina 82., John Mendoza 88. – Lima 66., Felipe Vizeu 66. Reserve João Ricardo Riedi, Leandro Matheus, Willian Klaus, Pedro Naressi 66., Kelvyn, Fernando Sobral, Jorginho, Marlon, Yony González 82., Saulo Mineiro 66., Cléber, Jael Ferreira 85. Cheftrainer: Guto Ferreira | Ceará SC |
| EC Bahia                                             | 0:1 Ferreira (90.+3') | | Ceará SC |
| EC Bahia                                             | Rossi (39.), de Lucca (45.+5'), Nino Paraíba (90.+1') | Vina (70.) | Ceará SC |
| EC Bahia                                             | Luiz Otávio (20.) | Charles Matos (45.+3') | Ceará SC |
| EC Bahia                                             | Luiz Otávio erhielt die rote Karte wegen treten gegen das Schienbein von Gegenspieler Lima | Charles Matos erhielt die rote Karte wegen treten gegen auf den Fußrücken von Gegenspieler Nino Paraiba | Ceará SC |
| 1. Mai 2021 in Salvador (Pituaçu)                    | | |          |
| Ergebnis: 0:1 (0:0)                                  | | |          |
| Zuschauer: ausgeschlossen                            | | |          |
| Schiedsrichter: Antônio Dib Moraes de Sousa ( Piauí) | | |          |
| Spielbericht                                         | | |          |

#### Rückspiel
| Ceará SC                                                  | Ceará SC | EC Bahia | EC Bahia |
| --------------------------------------------------------- | --- | --- | -------- |
| Ceará SC                                                  | \| 8. Mai 2021 in Fortaleza (Castelão) \| \| Ergebnis: 1:2 (0:0), 2:6 i. E. \| \| Schiedsrichter: Denis da Silva Ribeiro Serafim ( Alagoas) \| \| Spielbericht \| | \| 8. Mai 2021 in Fortaleza (Castelão) \| \| Ergebnis: 1:2 (0:0), 2:6 i. E. \| \| Schiedsrichter: Denis da Silva Ribeiro Serafim ( Alagoas) \| \| Spielbericht \| | EC Bahia |
| Ceará SC                                                  | Richard – Gabriel Dias 82., Messias, Luiz Otávio, Bruno Pacheco – Willian Oliveira 74., Pedro Naressi 46., Vina 90., John Mendoza – Lima, Felipe Vizeu 74. Reserve João Ricardo Riedi, Buiú, Anderson Jordan, Willian Klaus, Kelvyn, Fernando Sobral 46., Jorginho 90., Marlon 74. 84', Yony González, Rick, Cléber 82., Jael Ferreira 74. Cheftrainer: Guto Ferreira | Matheus Teixeira – Renan Guedes, Germán Conti, Juninho, Matheus Bahia – Jonas 50., Thaciano 71., Daniel 76., Rodriguinho Marinho 70' – Rossi 71., Gilberto 81. Reserve Douglas Friedrich, Mateus Claus, Ignácio, Lucas Fonseca, Juninho Capixaba, Matheus Galdezani 50., Lucas Araújo 71., Edson Fernando 81., Thonny Anderson 81., Óscar Ruiz 71., Alesson Cheftrainer: Dado Cavalcanti | EC Bahia |
| Ceará SC                                                  | 1:2 Ferreira (84.) | 0:1 Marinho (64., Elfmeter) 0:2 Gilberto (70.) | EC Bahia |
| Ceará SC                                                  | Elfmeterschießen | | EC Bahia |
| Ceará SC                                                  | 1:1 Lima Jorginho Marlon 2:3 Sobral | 0:1 Rodriguinho 1:2 Galdezani Anderson 1:3 Araújo 2:4 Conti | EC Bahia |
| Ceará SC                                                  | Lima (21), Mendoza (24.), Naressi (38.) | Juninho (20.), Rossi (24.), Galdezani (59.), Daniel (76.), Bahia (84.), Araújo (87.) | EC Bahia |
| Ceará SC                                                  | Gabriel Dias (90.+5'), Mendoza (90.+5'), Ferreira (90.+5') | Juninho (90.+5'), Daniel (90.+5') | EC Bahia |
| 8. Mai 2021 in Fortaleza (Castelão)                       | | |          |
| Ergebnis: 1:2 (0:0), 2:6 i. E.                            | | |          |
| Schiedsrichter: Denis da Silva Ribeiro Serafim ( Alagoas) | | |          |
| Spielbericht                                              | | |          |

## Torschützenliste
| Pl. | Nat.        | Spieler        | Klub        | Tore |
| --- | ----------- | -------------- | ----------- | ---- |
| 1   | Brasilianer | Gilberto       | EC Bahia    | 8    |
| 2   | Brasilianer | Dellatorre     | CS Alagoano | 6    |
| 3   | Brasilianer | Samuel         | EC Vitória  | 5    |
| 4   | Brasilianer | João Leonardo  | FC Treze    | 4    |
|     | Brasilianer | Lucão do Break | CRB         | 4    |
|     | Brasilianer | Saulo Mineiro  | Ceará SC    | 4    |
|     | Brasilianer | Wallyson       | ABC Natal   | 4    |

## Mannschaft des Turniers
Am Ende der Saison wurde die Mannschaft des Turniers gewählt. Dieses waren:
- Bester Spieler: Gilberto (EC Bahia)
- Tor: Matheus Teixeir (EC Bahia)
- Abwehr: Nino Paraíba (EC Bahia), Messias (Ceará SC), Germán Conti (EC Bahia), Matheus Bahia (EC Bahia)
- Mittelfeld: Charles (Ceará SC), Patrick de Lucca (EC Bahia), Bruninho (AD Confiança), Rodriguinho Marinho (EC Bahia)
- Angriff: Gilberto (EC Bahia), Felipe Vizeu (Ceará SC)
- Bester Traine: Dado Cavalcanti (EC Bahia)